# ダリアス・デイズ
ダリアス・デイズ (Darius Days, 1999年10月20日 - )は、フロリダ州ゲインズビル出身のプロバスケットボール選手。B.LEAGUE・三遠ネオフェニックスに所属している。ポジションはパワーフォワードまたはスモールフォワード。

## 経歴

### ハイスクール
1年時には別の高校でアメリカンフットボールに転校し、2年時に転校し、バスケを始めた。3年時に1試合平均21得点、10リバウンドを記録した。4年時にはIMGアカデミーに転校してプレーした。ノースカロライナ大学、ルイビル大学、オハイオ州立大学、ゼイビア大学からのオファーも受けていたが、LSUに進学した。

### カレッジ
1年時に1試合平均5.3得点、4リバウンドを記録した。2年時にはスターターに定着し、1試合平均11.1得点、6.8リバウンドを記録した。シーズン終了後に2020年のNBAドラフトへのアーリーエントリーを表明したが、後にこれを撤回し、大学3年目のシーズンを迎えることを決めた。3年時の開幕戦のサウスイリノイ大学　エドワーズビル校との試合で24得点をマークした。そのシーズンは捻挫により1試合を欠場したが、1試合平均11.6得点、7.8リバウンドを記録した。シーズン終了後、再び2021年のNBAドラフトにエントリーしたが、後にこれを撤回し、大学4年目のシーズンを迎えることにした。4年時に1試合平均13.7得点、7.8リバウンドを記録し、オールSECセカンドチームに選出された。

### ヒューストン・ロケッツ
2022年のNBAドラフトで指名されなかったが、同年7月16日にマイアミ・ヒートとツーウェイ契約を締結した。同年10月13日付でウォリアーズからウェイブされた。同年10月9日に契約がエキシビット10契約に移行され、その後ウェイブされた。同月11日にヒューストン・ロケッツとエキシビット10契約を締結した。2023年7月2日、ロケッツとツーウェイ契約を締結した。

### 三遠ネオフェニックス
2025年6月13日にB.LEAGUEの三遠ネオフェニックスと契約。

## 個人成績

### NBA

#### レギュラーシーズン
| シーズン | チーム | GP | GS | MPG  | FG%  | 3P%  | FT%   | RPG | APG | SPG | BPG | PPG |
| -------- | ------ | -- | -- | ---- | ---- | ---- | ----- | --- | --- | --- | --- | --- |
| 2022–23  | HOU    | 4  | 0  | 18.0 | .417 | .300 | 1.000 | 1.5 | .3  | .0  | .3  | 3.8 |
| 通算     | 通算   | 4  | 0  | 18.0 | .417 | .300 | 1.000 | 1.5 | .3  | .0  | .3  | 3.8 |

### カレッジ
| シーズン | チーム | GP  | GS | MPG  | FG%  | 3P%  | FT%  | RPG | APG | SPG | BPG | PPG  |
| -------- | ------ | --- | -- | ---- | ---- | ---- | ---- | --- | --- | --- | --- | ---- |
| 2018–19  | LSU    | 35  | 3  | 14.6 | .485 | .382 | .743 | 4.0 | .4  | .7  | .3  | 5.3  |
| 2019–20  | LSU    | 31  | 30 | 23.5 | .486 | .295 | .786 | 6.8 | .8  | .6  | .3  | 11.1 |
| 2020–21  | LSU    | 28  | 28 | 27.0 | .519 | .400 | .703 | 7.8 | .6  | 1.1 | .3  | 11.6 |
| 2021–22  | LSU    | 33  | 33 | 29.8 | .434 | .350 | .700 | 7.8 | .9  | 1.5 | .3  | 13.7 |
| 通算     | 通算   | 127 | 94 | 23.4 | .474 | .353 | .734 | 6.5 | .7  | 1.0 | .3  | 10.3 |